# A Játékkészítő
A Játékkészítő a TulipánTündér Produkció-széria első, bevezető részeként 2014. december 27-én bemutatott zenés akciómese, színpadi show. Illés Gabriella producer ötlete alapján Divinyi Réka forgatókönyvíró, dramaturg írta, a vezető zeneszerző Rakonczai Viktor, a dalok szövegírója Orbán Tamás, a darab rendezője Magács László voltak.
A kétévente megújuló széria kezdő produkcióját 2015 decemberében új rendezésben, új és régi szereplőkkel, új és régi dalokkal a SYMA Sport- és Rendezvényközpontban mutatták be. Az újjászületett változat rendezését Böhm György, a Jászai Mari-, és Nádasdy Kálmán-díjas rendező-dramaturg, a megújult koreográfiát pedig Juronics Tamás Kossuth-díjas koreográfus, a Szegedi Kortárs Balett vezetője vállalta.
2014-ben és 2015-ben 4-4 nap alatt 12-12 előadást láthatott a közönség.

## A darabról
A musical ötletgazdája Illés Gabriella 2013 óta a darabot életre hívó és az annak koordinálásával foglalkozó TulipánTündér Produkciós Iroda vezetője. Az Egyesült Államokban látott – mint például a Michael Jackson ONE, vagy a Universal stúdióban filmekkel, a filmiparból ismert trükkökkel dolgozó – többféle show-műsor és a 2010-ben, a londoni West End egyik színházában látott Oroszlánkirály előadás volt rá hatással, ezekből merített a produkcióhoz. A Játékkészítőben a prózai színház, a musical és a cirkusz keveredik, találhatóak benne modern technikai látványelemek és táncos betétek is.
Az első mese-show blokkot 2014 decemberében mutatták be.
A 2015-ös, megújult előadást az előző évi rekordot megugorva, több mint 49 ezren látták a négy nap alatt.

## Történet
A „hagyományos” mesehősök, a királylány, a háromfejű sárkány, a kismalac és Hüvelyk Matyi mesevilágban attól félnek, hogy elfelejtik őket, hiszen nincs szuperlézerük, nem tudnak gombnyomásra szintet ugrani, nem olyanok, mint modern társaik. Ezért elhatározzák, hogy felkeresnek egy híres videójáték-készítő mestert, hogy belőlük is videójáték készülhessen, mert akkor talán újra népszerűek lennének. Segítséget kérnek egy kisfiútól, Petitől is, aki mindent tud a videójátékokról és együtt indulnak a Játékkészítőhöz, ám az útjuk során váratlan akadályokba ütköznek.

## Karakterek
- Aranyka, a kalandor – A kalandor királykisasszony, aki bár szereti a szép ruhákat, kicsit hebrencs és rendetlen, nem akar egész életében palotákban vagy toronyba zárva élni, és a legkevésbé sem szeretné, hogy az apja férjhez adja holmi jöttment királyfihoz. Nem akarja, hogy döntsenek helyette, a saját útját akarja járni. Kalandokat, izgalmakat akar, és bármilyen akadálynak habozás nélkül nekivág.
- Malac, a szuperhős – Kövér, rózsaszín és szemüveges. Bár tele van komplexusokkal, mégis úgy érzi, szívében egy igazi hős lakozik. Beletörődött már, hogy mindenki lesajnálja és élcelődik rajta, de arra vágyik, hogy egyszer őt is csodálják. A hájpárnácskák és a piros szemüveg mögött egy igazi oroszlánszív lapul, hiszen Malac habozás nélkül feláldozná magát a barátaiért. Szinte észrevétlenül a csoport vezetőjévé válik, mert nem csak hatalmas szíve van, de ha kell, az esze is vág. A kalandok során rájön, hogy ő szemüvegesen és rózsaszínben is lehet igazi szuperhős.
- Sárkány, a sziámi ikrek – Három egyéniség egy testben, folyton marakodnak, heccelik egymást, és panaszkodnak, hogy szűk egyetlen sárkány három fejnek, de a lelkük mélyén tudják, hogy ők bizony összetartoznak.
  - Bandó – Kicsit okoskodó, bölcsebbnek szeretne tűnni, mint amilyen. Ő a csapatban az optimista, aki kissé meggondolatlanul rögtön belevetné magát mindenbe.
  - Bendő – A pesszimista, kissé cinikus, akit gyakran idegesít Bandó lelkesedése, ezért folyton letorkolja.
  - Bonifác – A legkésőbb született fej, aki mindig kis fáziskéséssel reagál a világra, egyszerű, naiv lélek, aki mégis mindig rátapint az igazságra.
- Hüvelyk Matyi, a szupersztár – Magabiztos és egoista. Azt hiszi, hogy mindenki odavan érte, és ez így is van. Nem nagyképű, egyszerűen csak elfogadja azt a tényt, hogy az emberek – főleg a nők – imádják. A zene a mindene és azt szeretné, ha egy hatalmas koncert lenne az egész élet.
- Peti, a „kocka” – 10 éves kisfiú, a videójátékok nagy rajongója. Bátor és okos gyerek, aki ha kell, rendkívüli dolgokra képes.
- Aquatánia, a víz asszonya – Valaha vidám, kedves, boldog tündér volt, akinek egyetlen intésére friss tavaszi zápor öntözte a földeket. Azonban a szívében a vizek ereje dobog, és ahogy az emberek felelőtlenül szennyezni kezdték a folyókat, patakokat, és forrásokat úgy lett Aquatánia egyre szomorúbb, keserűbb, kiábrándultabb. Elfelejtette, milyen a nevetés és a boldogság, és intése nyomán már nem tiszta vizű források fakadnak, hanem megfagyaszt mindent, amihez hozzáér.
- Pongrácz király, a mások által bölcsnek mondott – A mesék bölcs, öreg királya. Ez persze inkább csak a PR, mert a bölcsessége leginkább haszontalan információk bebiflázásából áll. Vagy egy tucat királylányt nevel, akik szép lassan a fejére nőttek, és az évenkénti sárkányvésszel is meg kell küzdenie. Pongrácz király tehát kicsit szétszórt, konzervatív, és nem szereti a változást, másra sem vágyik, mint hogy a lányai olyan királylányok legyenek, ahogy az a nagykönyvben meg van írva.
- Rettentő Borodin, a rocker – Az ugráló babok ura, az égigérő paszuly őrzője. Harcias, nyers, és megátalkodott. Egy igazi rocker. Egyetlen problémája van, hogy termetre kicsi, de aki ezt megemlíti, halál fia.
- Játékkészítő – Valaha dadogós kisfiú volt, akit sokat csúfoltak, ezért elhatározta, teremt magának egy olyan világot, ahol ő is lehet valaki. Számítógépes játékokat tervezett és olyan sikeres lett, hogy hamarosan rengeteg más gyerek is az ő világában akart játszani. Mire felnőtt, igazi diktátor lett. Ő diktálja a divatot, eldönti, ki lesz híres és ki nem, mi a menő, és mi az, ami megérett a feledésre. Úgy gondolja, hogy a szimulált világban minden tökéletesebb, mint a valóságban, nincs kudarc, nincs kiszámíthatatlanság, nincs hiba…nincs élet. Magányos, és öntelt figura, aki mindig a tökéletességre vágyik. A lelke mélyén irigyli a mesehősöktől a bátorságukat és az egymás iránti elkötelezettségüket, hiszen ő is arra vágyott egész életében, hogy valaki elfogadja olyannak, amilyen.
- Animátor, a Játékkészítő segédje – Valaha ő is mesefigura volt, és azt reméli, ha elég szorgalmas és odaadó szolgája lesz a Játékkészítőnek egyszer belőle is videójátékot csinál. Ezért szinte mániákus odaadással lesi ura minden gondolatát.
- Piroska, a gondnok – Ő a meseügynökség gondnoka, akinek az a feladata, hogy minden szabályt betartasson, és azokat a meséket, amik már nem elég népszerűek, belökje a feledés kútjába. Gyanakvó és mogorva, és nagyon unja, hogy a nagyija folyton ugráltatja. Hangos és nagyszájú, nem épp szofisztikált lélek.
- Dzsin – Életvidám, hedonista, magabiztos mesehős
- Vizeliő bíboros – 2014-ben Aquatánia kancellárja. Régimódi, körülményeskedő, kissé sokat drámázó elfeledett mesehős, aki rendületlen odaadással szolgálja úrnőjét. 2015-ben már V miniszter.
- Hajasbabák – Csinosak, magabiztosak, lelkesek, kicsit butuskák.
- Ólomkatonák – Harcedzett alakulat kissé merev tagjai.
- Jancsi és Juliska – Igazi sztárpár, a Broadway fényes csillagai.

2015-ben továbbá:
- Keptén kapitány – Rabszolga-kereskedelemből élő kalózvezér, aki bár vérszomjas fenevadnak mutatja magát, valójában egy egértől is képes megijedni. Csapatát sem uralja, hisz egyesekkel kivételez, míg másokat figyelemre sem méltat. Rettentő Borodin „beszállítója”.
- Töviske – Kalózlány Keptén Kapitány kalózcsapatában, aki bájos, szeretetre éhes és méltó. Bátyjával, Karmossal ugyanakkor akár Ámbrással, Cápafoggal és Guppival is marják egymást, tülekednek a kapitány figyelméért.
- Karmos – Kalózfiú, Töviske bátyja. Bár lelkes, nyíltszívű és elszánt, nem lehet nem észrevenni, hogy a húgának több sütnivalója van, mint neki. Ő látna fantáziát a kalózlétben, de Keptén kapitány mellett csak sorozatos kudarcok érik.
- Guppi – Keptén Kapitány kalózcsapatában, Ámbrás és Cápafog húga. Ő a legtalpraesettebb az egész kalóz-kompániában. Ha az érdekei úgy kívánják, bizony puncsol a Kapitánynak, de vészes helyzetekben mindig kiderül a vakmerősége!
- Ámbrás – Kalózfiú, Guppi és Cápafog testvére. Úgy érzi, igazságtalanul szorítják háttérbe, ezért lázadni kezd. Ellent mer mondani Keptén Kapitánynak, amiért lakolnia kell, ám később az események egyik bátor és aktív szervezője lesz.
- Cápafog – Kalózfiú, Guppi és Ámbrás testvére. Kedves és ártalmatlan – ami körülbelül azt is jelenti, hogy kissé együgyű. Előfordul, hogy Ámbrást másolja, hogy őrá is odafigyeljenek, ám ha kell, neki is a helyén van a szíve.
- Babszem Jankó – Rettentő Borodin fia. Apja katonának szánja, de ő inkább gitározik, énekel. Öntudatos lázadó, mégis tele van művészi érzékenységgel, olyan srác, akire buknak a lányok, sztáralkat.

## Stáb
| - Rendező: Magács László - Író: Divinyi Réka - Vezető zeneszerző: Rakonczai Viktor - Dalszöveg: Orbán Tamás - Díszlet és látványtechnika: Szabolcs János - Konzultáns: Anthony van Laast - Koreográfus: Nichola Treherne - Jelmez: Müller Kata, Lakatos Márk | - Rendező, átdolgozta: Böhm György - Író: Deres Péter - Dramaturg: Lőkös Ildikó - Vizuális rendező: Radnai Márk - Dalszöveg szerző: Orbán Tamás - Vezető zeneszerző: Rakonczai Viktor - Karmester: Bókai Zoltán - 3D mapping művész: Bordos László Zsolt - Speciális trükkök: Danny Blue - Jelmeztervező: Müller Kata - Díszlettervező: Bátonyi György - Bábtervező: Matyi Ágota - Koreográfus: Juronics Tamás |